# هوساتانیک (ماساچوست)
هوساتانیک (به انگلیسی: Housatonic) یک منطقهٔ مسکونی در ایالات متحده آمریکا است که در شهرستان برکشر، ماساچوست واقع شده‌است. هوساتانیک ۲٫۵ کیلومتر مربع مساحت و ۱٬۱۰۹ نفر جمعیت دارد و ۲۲۴ متر بالاتر از سطح دریا واقع شده‌است.